# Nicolás Descalzi (premetro de Buenos Aires)
Nicolás Descalzi (anteriormente Ministro Carrillo) es una estación tranviaria del premetro que forma parte de la red de subterráneos de Buenos Aires. Pertenece al ramal que une la estación Intendente Saguier con la estación General Savio.

## Inauguración
Se inauguró el 27 de agosto de 1987, junto con las otras estaciones del Premetro.

## Ubicación
Se ubica en la intersección de la avenida Larrazábal y la calle Nicolás Descalzi, en el barrio porteño de Villa Lugano.